# 坂口莉果子
坂口 莉果子（さかぐち りかこ、1996年12月24日 - ）は、日本の女性ファッションモデル、女優。元パール所属。

## 来歴・人物
東京都出身。小学生時代の4年間を香港で過ごした帰国子女。
2011年12月に行われた「ミス・ティーン・ジャパン」で初代グランプリに輝く。
2012年7月にフジテレビ系ドラマ『GTO』で女優デビューを果たす。
2013年3月を以て所属事務所のパールから離れる。この年に2014年度ミス日本関東代表に選出された。
2015年3月に文化学園大学杉並高等学校を卒業。同年4月慶應義塾大学環境情報学部に進学。

## 出演

### テレビ
- GTO（2012年7月 - 9月、関西テレビ）- 白井知佳子役
  - GTO 秋も鬼暴れスペシャル（2012年10月2日）
  - GTO 正月スペシャル! 冬休みも熱血授業だ（2013年1月2日）
  - GTO 完結編 〜さらば鬼塚! 卒業スペシャル〜（2013年4月2日）